# On the Border
On the Border é o terceiro álbum de estúdio da banda Eagles, lançado a 22 de Março de 1974.
É o primeiro álbum com o novo guitarrista Don Felder.

## Faixas

### Lado 1
1. "Already Gone" (Tempchin, Strandlund) – 4:13
2. "You Never Cry Like a Lover" (Souther, Henley) – 4:02
3. "Midnight Flyer" (Paul Craft) – 3:59
4. "My Man" (Leadon) – 3:31
5. "On the Border" (Henley, Leadon, Frey) – 4:28

### Lado 2
1. "James Dean" (Browne, Frey, Souther, Henley) – 3:37
2. "Ol' 55" (Waits) – 4:22
3. "Is It True?" (Meisner) – 3:14
4. "Good Day in Hell" (Henley, Frey) – 4:27
5. "Best of My Love" (Henley, Frey, Souther) – 4:36